# ZenMarket
ZenMarket — японская компания в сфере электронной коммерции, основанная в 2014 году в Осаке. Компания предоставляет посреднические услуги по покупке товаров на японских внутренних аукционах, таких как Yahoo! Auctions, а также онлайн-магазинах и коммерческих платформах, таких как Mercari, Rakuten и Amazon Japan. Среди других услуг ZenMarket также есть ежемесячная подписка на японские сладости и канцелярские товары ZenPop и площадку для международного маркетинга ZenPlus, а также маркетинговый сервис для японских компаний ZenPromo.

## История
ZenMarket был основан в апреле 2014 года как ZenMarket LLC тремя украинскими и одним российским студентами. В октябре 2017 года компания была переименована в ZenMarket Inc. В 2016 году ZenMarket запустил Zenplus, платформу электронной коммерции, на которой японские компании и магазины могут выставлять свои товары продажи за рубежом.
Через платформу Zenplus было продано три коллекционных карточек Pokemon Pikachu Illustrator. Первая была продана в июне 2020 года за 25 миллионов иен, вторая — в августе 2020 года за 22 миллиона иен, а третья — за 38 миллионов иен в феврале 2021 года.
В 2017 году общие объёмы продаж достигли 2,2 миллиарда иен, а в 2018 году — 3,1 миллиарда иен. В 2019 году количество зарегистрированных пользователей достигло 547,835 человек по всему миру.
В марте 2021 года ZenMarket занял 208-е место в рейтинге FT: Asia-Pacific High-Growth Companies 2021. По состоянию на апрель 2021 года количество пользователей превысило 1 миллион, а число стран, в которые осуществляется доставка, достигло 150 стран.
2014
- Апрель — создание компании ZenMarket Inc. и запуск «ZENMARKET» — сервиса покупок товаров из Японии.

- Июнь — расширение деятельности компании в англоязычных странах (начало экспорта в Сингапур, США и ряд европейских стран). Запуск английской и украинской версий сайта.

- Ноябрь — интеграция аукционов Yahoo! Auctions и автоматической системой торгов.

2015
- Июнь — перенос головного офиса в Камисиндзё, город Суита, префектура Осака.

2016
- Октябрь — запуск сервиса ежемесячных подписок на боксы с японскими товарами «ZenPop».
- Декабрь — запуск площадки электронной коммерции «ZenPlus».[13]

2017
- Февраль — перенос головного офиса в Итатёбори, Ниси-ку, Осака.
- Май — запуск испанской версии сайта.
- Октябрь — смена юридического статуса компании с общества с ограниченной ответственностью на акционерное общество.
- Ноябрь — увеличение капитала до 20 миллионов иен.
- Декабрь — запуск французской версии сайта.

2018
- Октябрь — число зарегистрированных пользователей на сайте превысило отметку в 350 000 человек, а объем ежемесячных продаж — 250 миллионов иен.

2019
- Март — количество стран и регионов мира, в которые осуществляется доставка товаров, достигло 135. Число зарегистрированных пользователей превысило 450 000 пользователей. В общей сложности отправлено более 190 000 посылок.
- Июнь — запуск малайской версии сайта.
- Сентябрь — запуск вьетнамской версии сайта.
- Декабрь — число зарегистрированных пользователей превысило 600 000 человек по всему миру.

2020
- Май — введение криптовалютных платежей как дополнительного способа оплаты.
- Июнь — число пользователей превысило 800 000 человек.
- Июль — самая дорогая в мире Покемон карточка «Pokémon Illustrator» продана на площадке ZenPlus за 25 миллионов иен.
- Август — начало сотрудничества с «WORLD SWITCH», централизованной системой управления электронной коммерцией, специализирующейся на продаже подержанных товаров.
- Сентябрь — объем капитала вырос до 80 миллионов. Запуск арабской версии сайта.
- Октябрь — количество аукционов Yahoo! Auctions, выигранных на платформе, превысило отметку в один миллион. Ежемесячный объем продаж достиг 500 миллионов иен.
- Ноябрь — на площадке электронной коммерции «ZenPlus» представлено более 1000 различных магазинов, а количество доступных товаров превышает 5 миллионов.
- Декабрь — число зарегистрированных пользователей по всему миру превысило 900 000 человек. Общее число отправленных посылок — более 400 000. Ежемесячный объем продаж превысил 600 миллионов иен.

2021
- Январь — предыдущий рекорд самой дорогой Покемон карточки в мире, «Pokémon Illustrator (Pikachu Illustrator)», побит. Новая карта продана на ZenPlus за 38 миллионов иен.
- Март — число зарегистрированных аккаунтов на ZenMarket превысило 1 млн. Financial Times Nikkei Asia ставит ZenMarket на 208 место в рейтинге быстрорастущих компаний Азиатско-Тихоокеанского региона 2021 года по версии Statista.
- Апрель — компания празднует свою 7-ю годовщину. Это событие получило освещение в прессе журнала Nikkei Business. Посылки отправляются в более чем 150 стран, а ежемесячный объем продаж превышает 700 миллионов иен.
- Май — запуск немецкой версия веб-сайта.
- Июнь — запуск индонезийской версии сайта. Более 1,1 миллиона зарегистрированных пользователей, ежемесячный объем продаж превышает 800 миллионов.
- Июль — сайт становится доступен на тайском языке. Годовой объем продаж достигает 7,2 млрд иен.
- Август — число зарегистрированных пользователей превысило 1,2 миллиона.
- Декабрь — более 1,4 миллиона зарегистрированных аккаунтов. Запуск итальянской версии сайта.

2022
- Январь — запуск сайта на турецком языке.
- Февраль — запуск сайта на португальском языке.
- Декабрь — компания переименована в ZenGroup Inc.[13]

2023
- Январь — запуск сайта на польском языке.
- Февраль — интеграция шоппинг-платформы Mercari на сайт ZenMarket.[14]
- Март — запуск сайта на корейском языке.